# Wołodymyr Bohacz (1941–2013)
Wołodymyr Bohacz, ukr. Володимир Якович Богач, ros. Владимир Яковлевич Богач, Władimir Jakowlewicz Bogacz (ur. 23 kwietnia 1941 w Sumach; zm. 23 stycznia 2013 tamże) – ukraiński piłkarz, grający na pozycji napastnika, trener piłkarski.

## Kariera piłkarska

### Kariera klubowa
W 1965 rozpoczął karierę piłkarską w klubie Dinamo Machaczkała. W 1967 został zawodnikiem miejscowego zespołu Spartak, w którym występował do zakończenia kariery w 1972 roku (klub wtedy zmienił nazwę na Frunzeneć Sumy.

### Kariera trenerska
Po zakończeniu kariery piłkarskiej rozpoczął pracę trenerską. Najpierw do lata 1992 trenował Jawir Krasnopole, potem również pracował w sztabie szkoleniowym klubu. W rundzie wiosennej sezonu 1992/93 oraz od początku 1994 do połowy 1995 również samodzielnie prowadził Jawir. Od maja do lipca 2001 pełnił obowiązki głównego trenera Spartaka Sumy. W lipcu 2006 objął stanowisko głównego trenera odrodzonego klubu Jawir Krasnopole, który w 2008 przeniósł się do Sum i zmienił nazwę na FK Sumy. W końcu marca 2009 został zwolniony z zajmowanego stanowiska.
23 stycznia 2013 zmarł w wieku 71 lat..